# Alberta Highway 6
Der Highway 6 (kurz AB 6) in der kanadischen Provinz Alberta beginnt an der Grenze zu Montana in den Vereinigten Staaten und endet am Highway 3, dem Crowsnest Highway, bei Pincher Creek. Er hat eine Länge von 48 km.

## Streckenführung
Der Highway beginnt an der Grenze zwischen den Vereinigten Staaten und Kanada als Fortsetzung der Montana State Route 17. Dieser Teil des Highways befindet sich im Waterton-Lakes-Nationalpark. Der Aufenthalt im Park ist gebührenpflichtig. Die Route führt am Ostrand der Rocky Mountains nach Nordwesten. Am Maskinonge Lake trifft die Route auf Highway 5, der von Lethbridge her kommt; beide Highways haben auf dem nächsten Kilometer eine gemeinsame Streckenführung. Highway 5 zweigt dann nach Südwesten hin ab, Highway 6 folgt Richtung Norden. Vorbei an der Kleinstadt Pincher Creek trifft die Route dann auf den Crowsnest Highway, in den er einmündet.